# Condado de Saline (Kansas)
El condado de Saline es un condado estadounidense, situado en el estado de Kansas. Según el censo de los Estados Unidos del 2000, la población es de 53,919 habitantes. La cabecera del condado es Salina.

## Geografía
Según la Oficina del Censo de los Estados Unidos, el condado tiene un área total de 1,868 km² (721 millas²). De éstas 1,864 km² (720 mi²) son de tierra y 4 km² (2 mi²) son de agua. 

### Colindancias
- Condado de Ottaw - norte
- Condado de Dickinson - este
- Condado de Marion - sureste
- Condado de McPherson - sur
- Condado de Ellsworth - oeste
- Condado de Lincoln - noroeste

## Demografía

Pirámide de edad del condado.

Según el censo del año 2000, hay 53,597 personas, 21,436 cabezas de familia, y 14,212 familias que residen en el condado. La densidad de población es de (29/km²). hab/km² 74 hab/mi²). La composición racial tiene:
- 89.17% Blancos (No hispanos)
- 6.02% Hispanos (Todos los tipos)
- 3.10% Negros o Negros Americanos (No hispanos)
- 3.33% Otras razas (No hispanos)
- 1.70% Asiáticos (No hispanos)
- 2.14% Mestizos (No Hispanos)
- 0.52% Nativos Americanos (No hispanos)
- 0.04% Isleños (No hispanos)

Hay 21,436 cabezas de familia, de los cuales el out tienen menores de 18 años viviendo con ellos, el living son parejas casadas viviendo juntas, el couples son mujeres que forman una familia monoparental (sin cónyuge), y husband no son familias. El tamaño promedio de una familia es de household miembros.
En el condado el 26% de la población tiene menos de 18 años, el 9.40% tiene de 18 a 24 años, el 28.40% tiene de 25 a 44, el 22.10% de 45 a 64, y el 14.00% son mayores de 65 años. La edad media es de 36 años. Por cada 100 mujeres hay 97.4 hombres. Por cada 100 mujeres mayores de 18 años hay 94.4 hombres.														
Tabla de la evolución demográfica:
|       | 1900   | 1910   | 1920   | 1930   | 1940   | 1950   | 1960   | 1970   | 1980   | 1990   | 2000   |
| ----- | ------ | ------ | ------ | ------ | ------ | ------ | ------ | ------ | ------ | ------ | ------ |
| TOTAL | 17.076 | 20.338 | 25.103 | 29.337 | 29.535 | 33.409 | 54.715 | 46.592 | 48.905 | 49.301 | 53.597 |

## Economía
Los ingresos medios de un cabeza de familia el condado es de $37,308, y el ingreso medio familiar es $46,362.00 Los hombres tienen unos ingresos medios de $31,509 frente a $22,047 de las mujeres. El ingreso per cápita del condado es de $19,073.00 El 8.80% de la población y el 6.00% de las familias están debajo de la línea de pobreza. Del total de gente en esta situación, 9.60% tienen menos de 18 y el 8.80% tienen 65 años o más.

## Ciudades y pueblos
| - Salina - Solomon - Assaria - Gypsum - Brookville | - Smolan - New Cambria |

### Lugares designados por el censo
| - Hedville - Bavaria - Mentor - Bridgeport - Kipp - Falun |

## Sitios de interés
| - Lago Estatal del Condado de Saline - Lago Wary - Casa de los Muchachos de San Francisco - Iglesia de San Pablo - Parque Coronado Heights | - Parque - Parque Kenwood - Parque Oakdale - Parque Sunset - Parque Thomas | - Gypsum Creek Oil Field - Smoky Hill Buttes - Coiner Dome - Iron Mound - North Pole Mound | - Potato Hill - Soldier Cap Mound - Weston Hill |